# (100384) 1995 VH15
(100384) 1995 VH15 es un asteroide perteneciente al cinturón de asteroides, descubierto el 15 de noviembre de 1995 por el equipo del Spacewatch desde el Observatorio Nacional de Kitt Peak, Arizona, Estados Unidos.

## Designación y nombre
Designado provisionalmente como 1995 VH15.

## Características orbitales
1995 VH15 está situado a una distancia media del Sol de 2,368 ua, pudiendo alejarse hasta 2,830 ua y acercarse hasta 1,906 ua. Su excentricidad es 0,195 y la inclinación orbital 0,426 grados. Emplea 1331 días en completar una órbita alrededor del Sol.

## Características físicas
La magnitud absoluta de 1995 VH15 es 16,8.